# St. Laurentius (Werbachhausen)

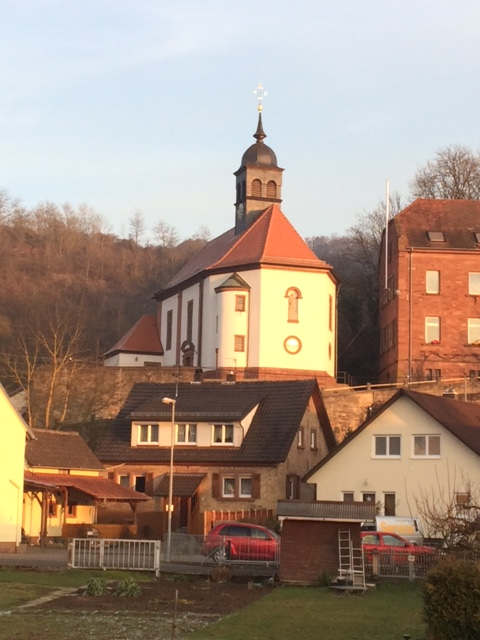
St. Laurentiuskirche

Die römisch-katholische Pfarrkirche St. Laurentius in Werbachhausen, einem Ortsteil von Werbach im Main-Tauber-Kreis in Baden-Württemberg, wurde 1716 erbaut und 1893 erweitert.

## Geschichte
Die Laurentiuskirche wurde im Jahre 1716 erbaut und 1893 erweitert. Der Kirchenchor von Werbachhausen wurde 1956 gegründet und feierte 2016 sein 60-jähriges Jubiläum. Die Katholische Landjugendbewegung Werbachhausen unterstützt die kirchliche Jugendarbeit.
Die Laurentiuskirche gehört zur Seelsorgeeinheit Großrinderfeld-Werbach, die dem Dekanat Tauberbischofsheim des Erzbistums Freiburg zugeordnet ist.

## Kirchenbau und Ausstattung

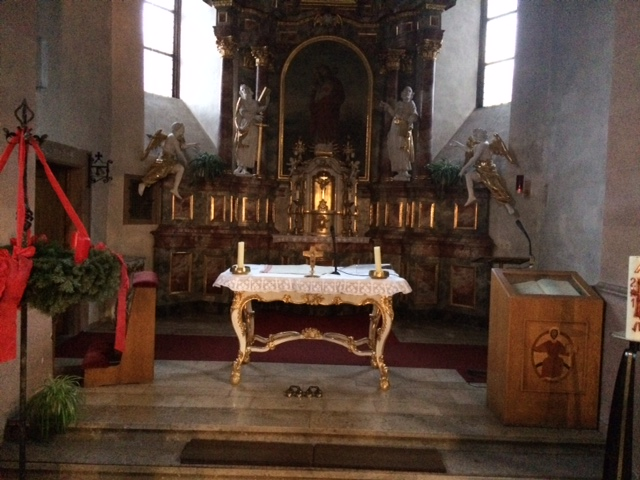
Altar der Laurentiuskirche

### Außenbau
Die Laurentiuskirche wurde 2015 neu gestrichen und saniert.

### Altar
Der mit reichem Goldschmuck verzierte Hauptaltar mit dem Bild des „Guten Hirten“ und die Seitenaltäre mit den Statuen des Hl. Laurentius von Rom und der Gottesmutter Maria nehmen den Besucher in besonderer Weise gefangen.

Ausstattung der Kirche
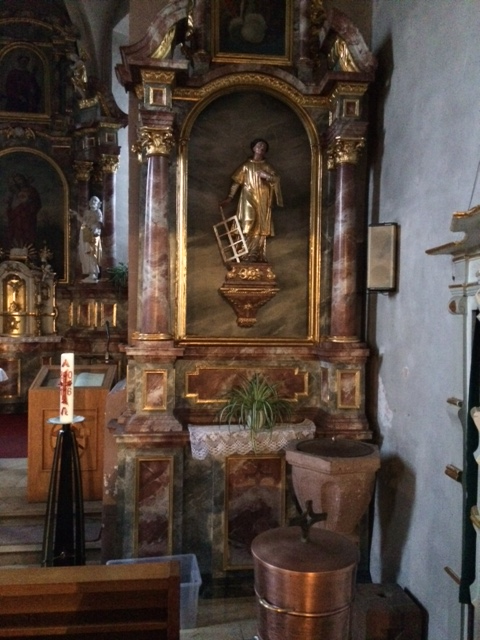
Statue des Hl. Laurentius
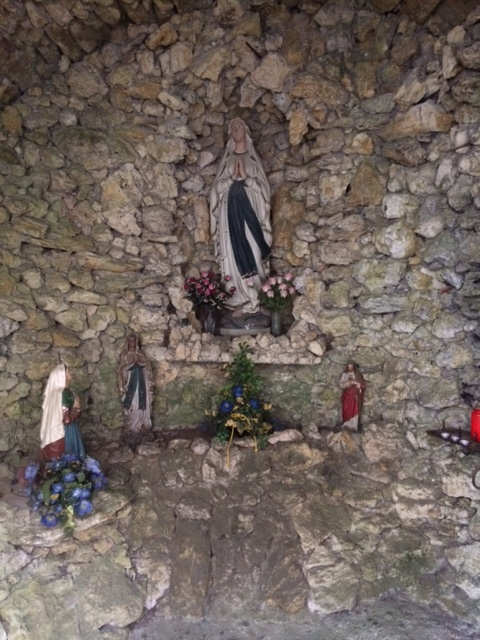
Grotte der Hl. Maria
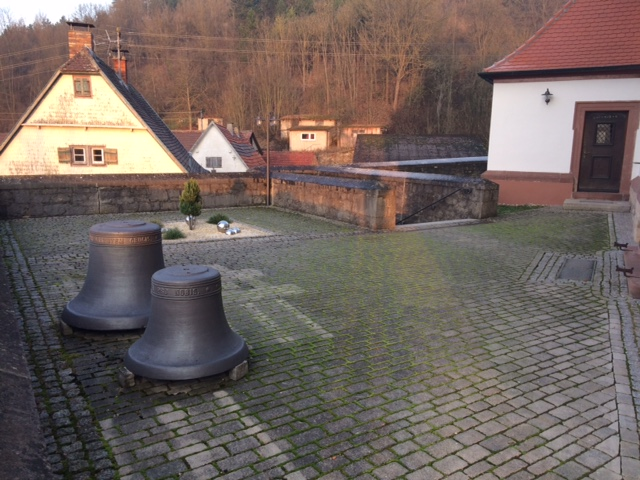
Glocken auf dem Kirchenvorplatz
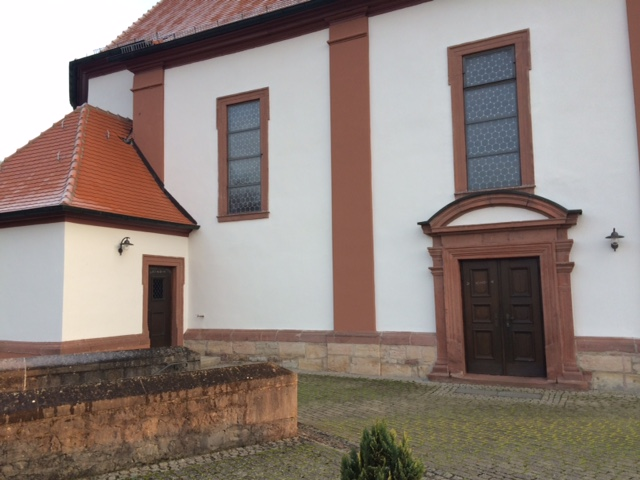
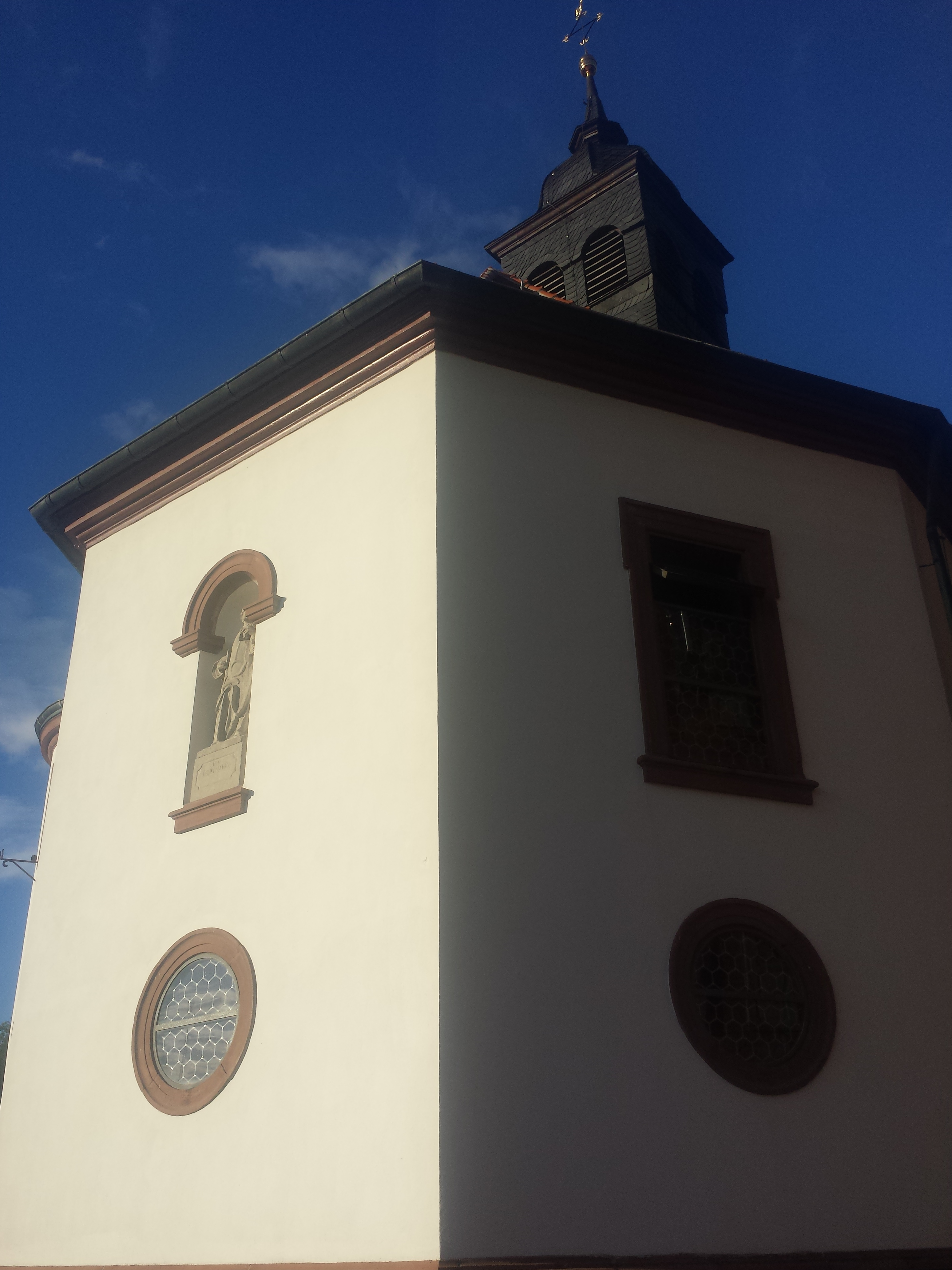
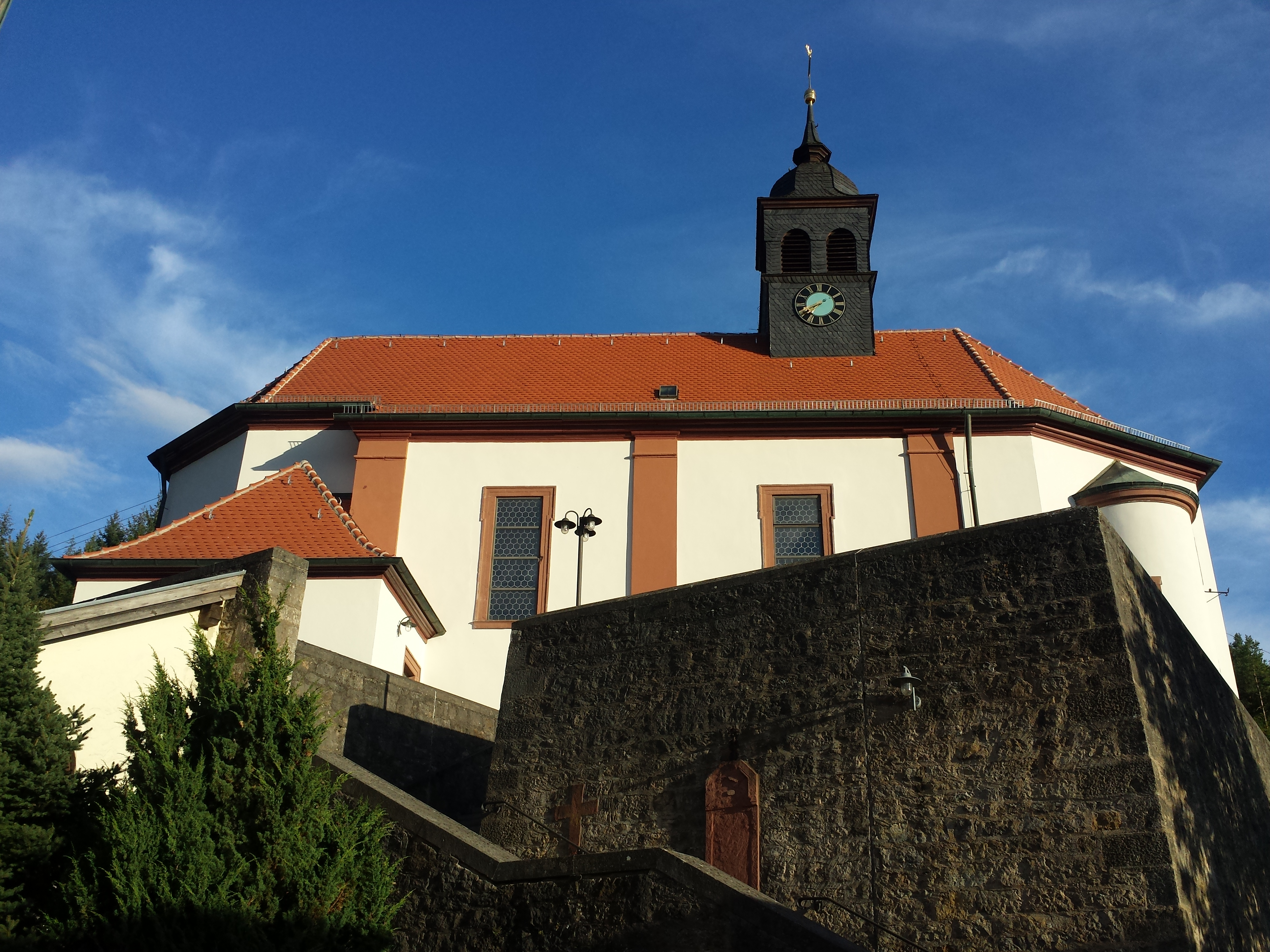

### Kreuzweg
Der Kreuzweg in der Kirche St. Laurentius umfasst 15 Stationen:

Kreuzwegstationen in der Kirche St. Laurentius
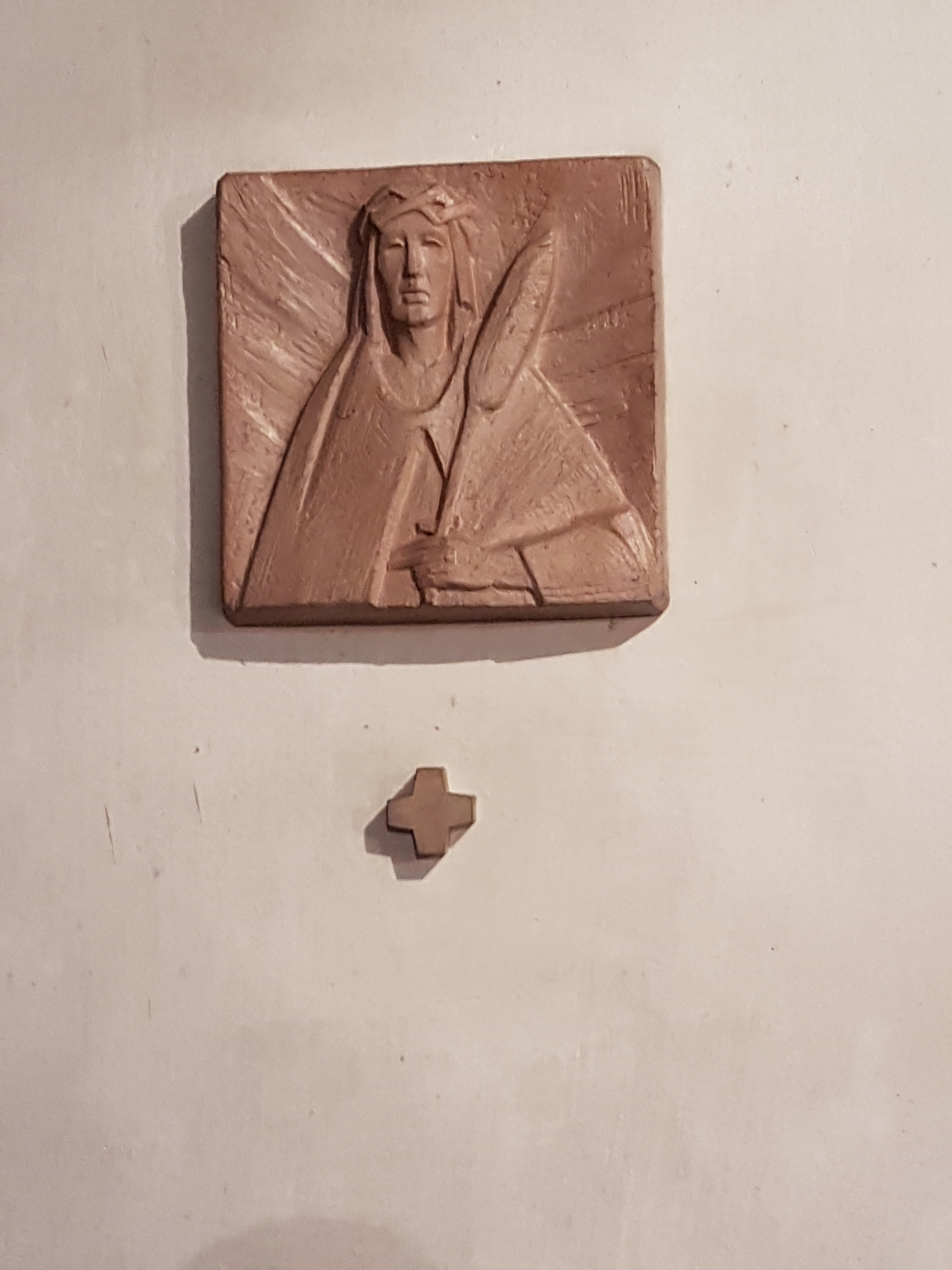
I. Jesus wird zum Tode verurteilt
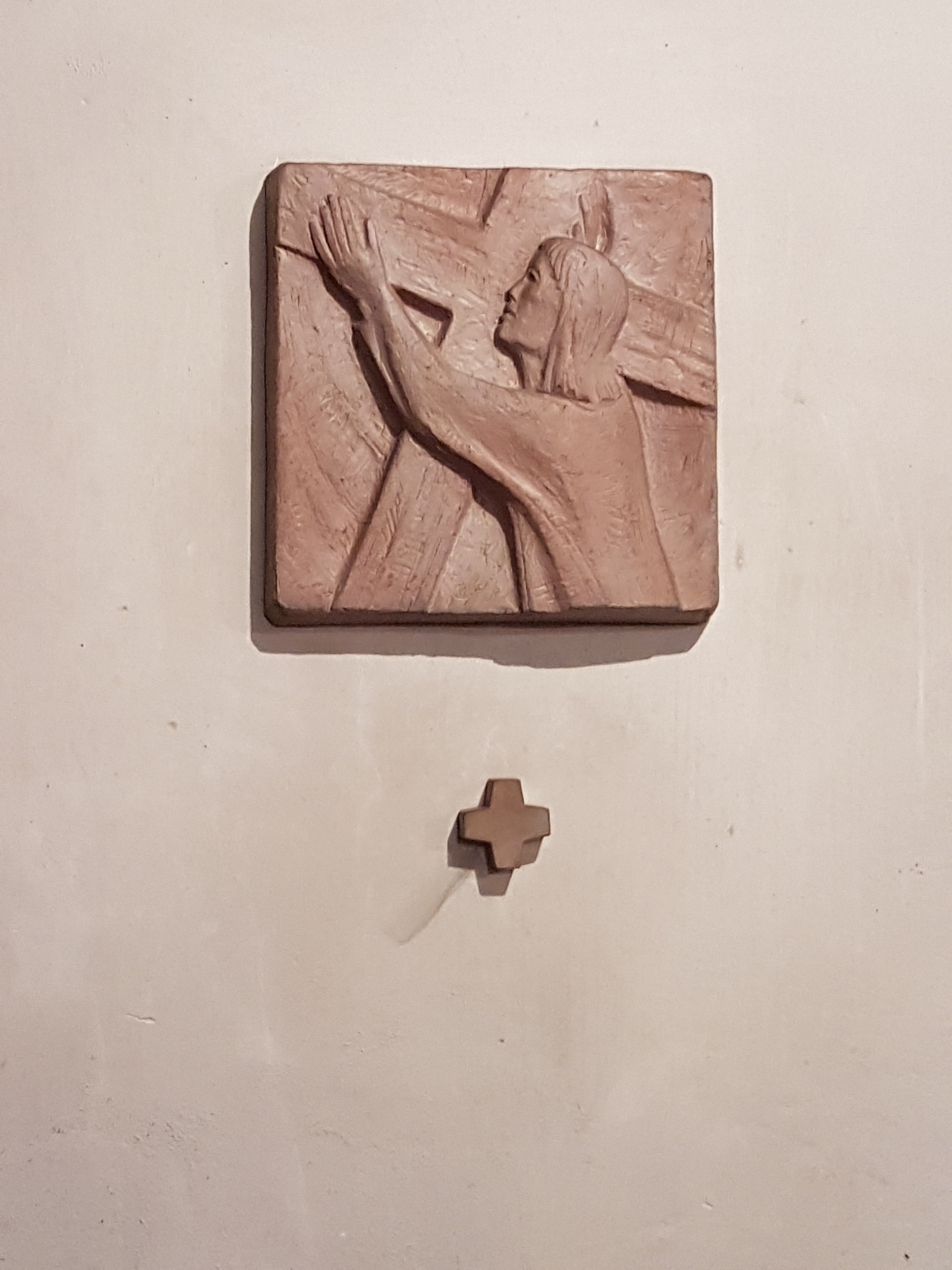
II. Jesus nimmt das Kreuz auf seine Schultern
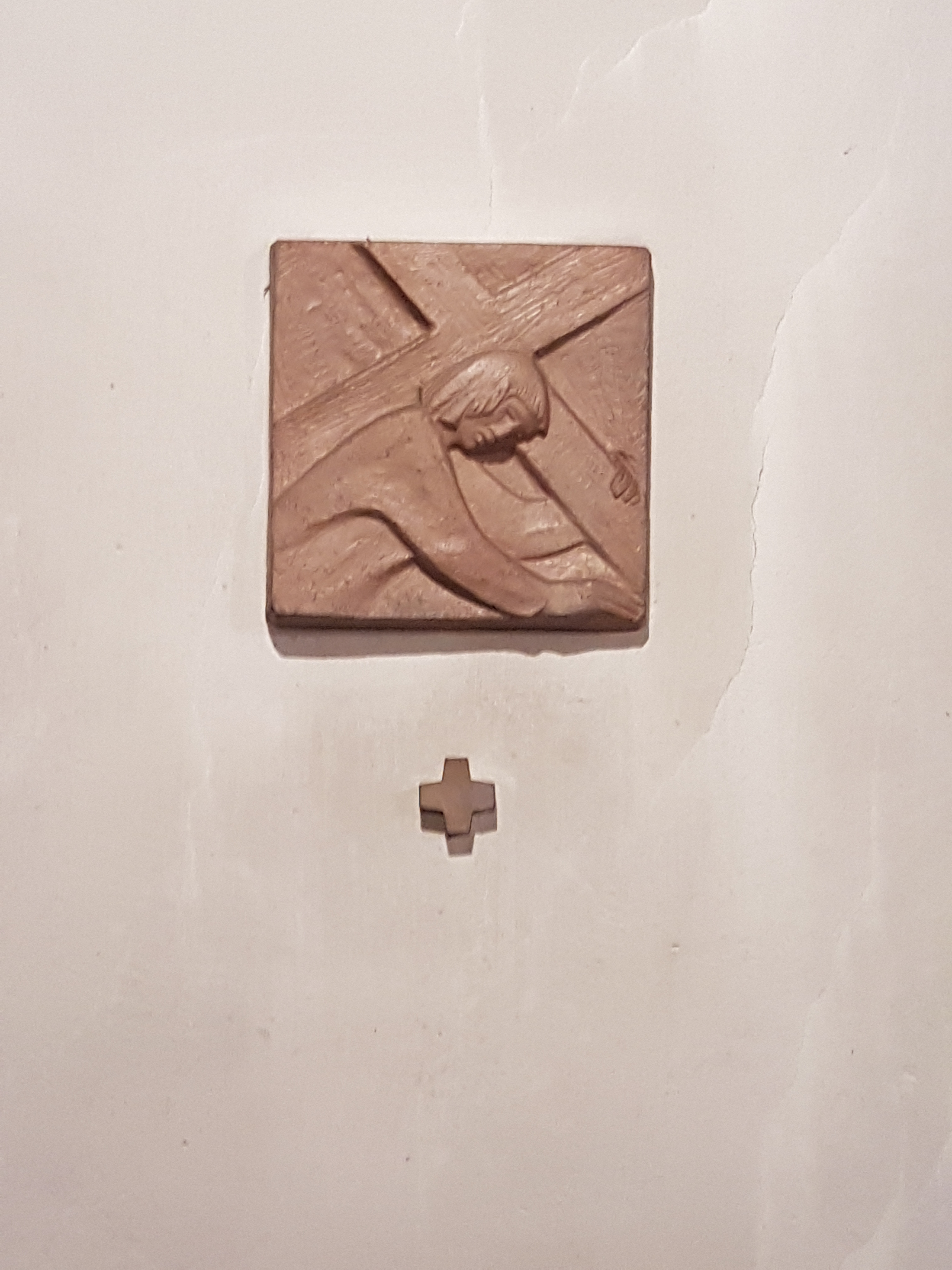
III. Jesus fällt zum ersten Mal unter dem Kreuze
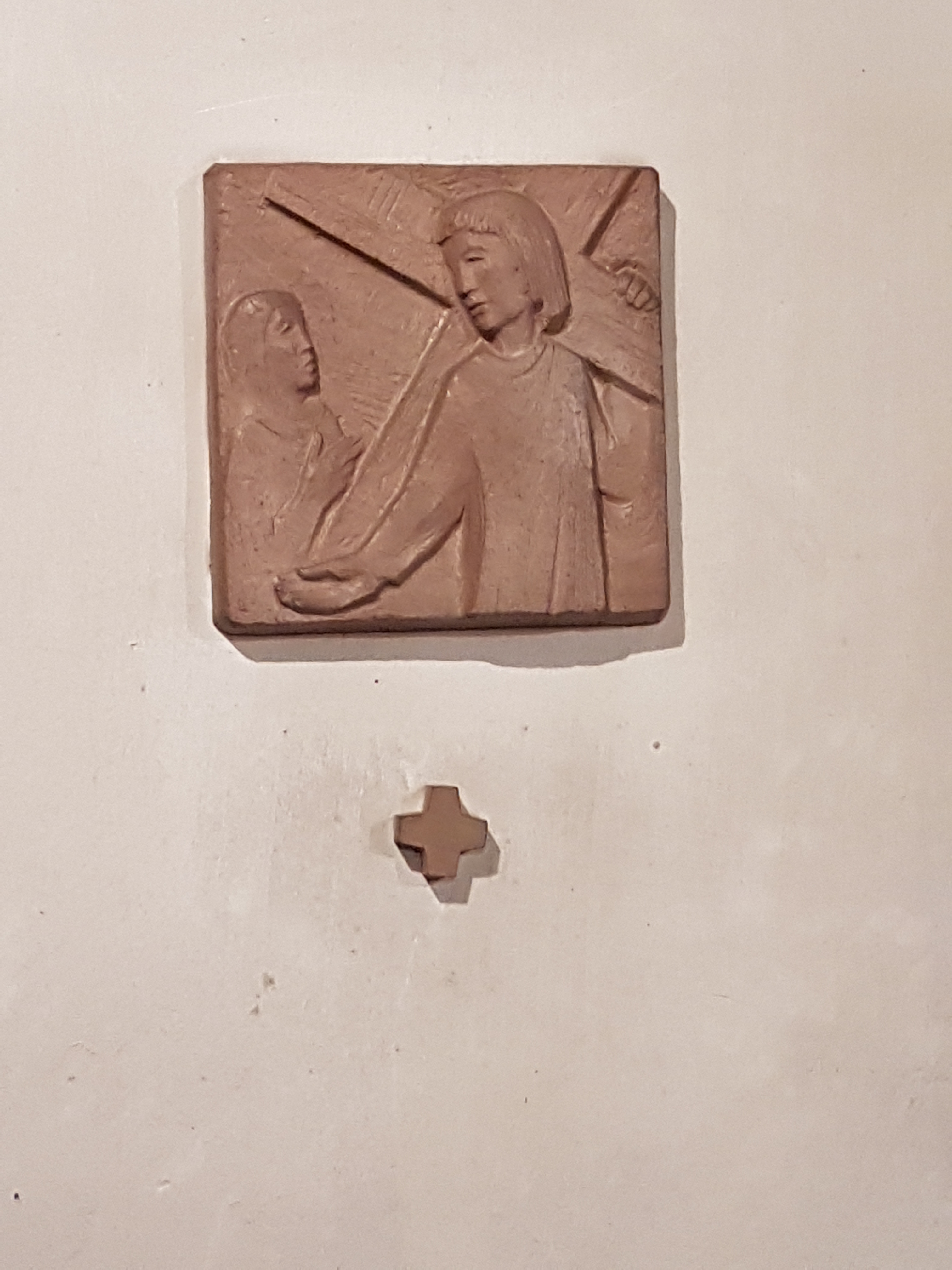
IV. Jesus begegnet seiner hl. Mutter
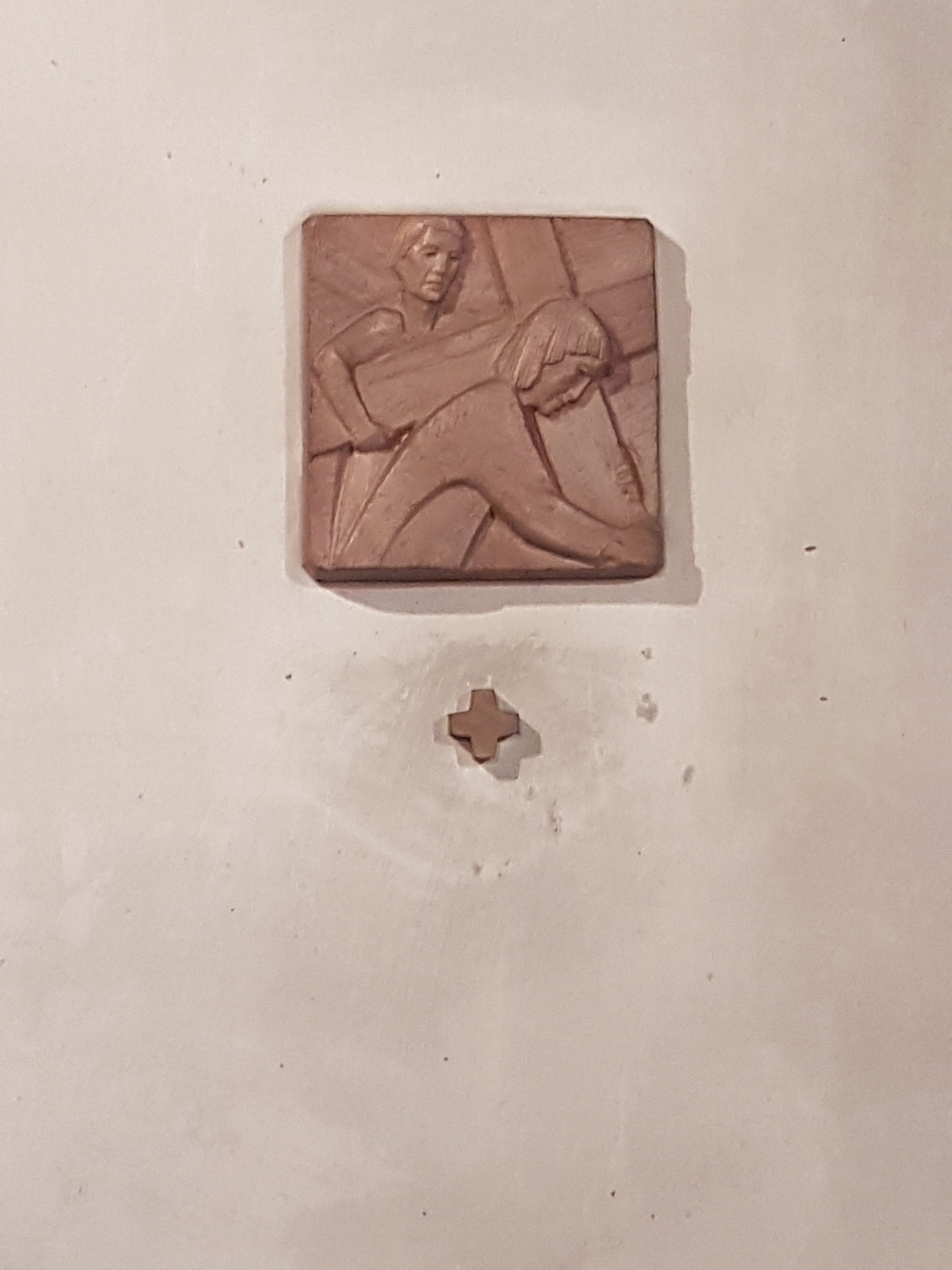
V. Simon von Cyrene hilft Jesus das Kreuz tragen
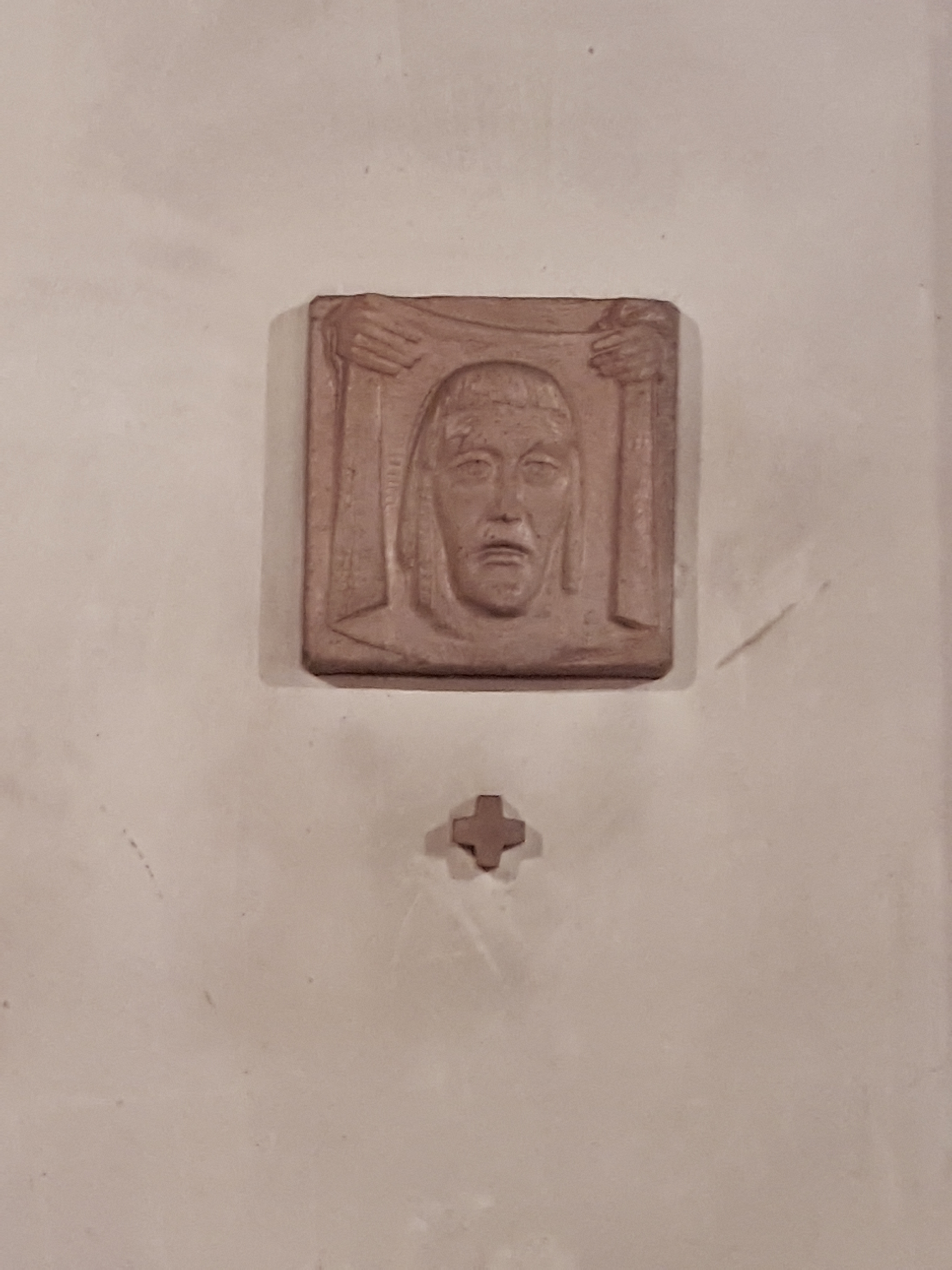
VI. Veronika reicht Jesus das Schweißtuch
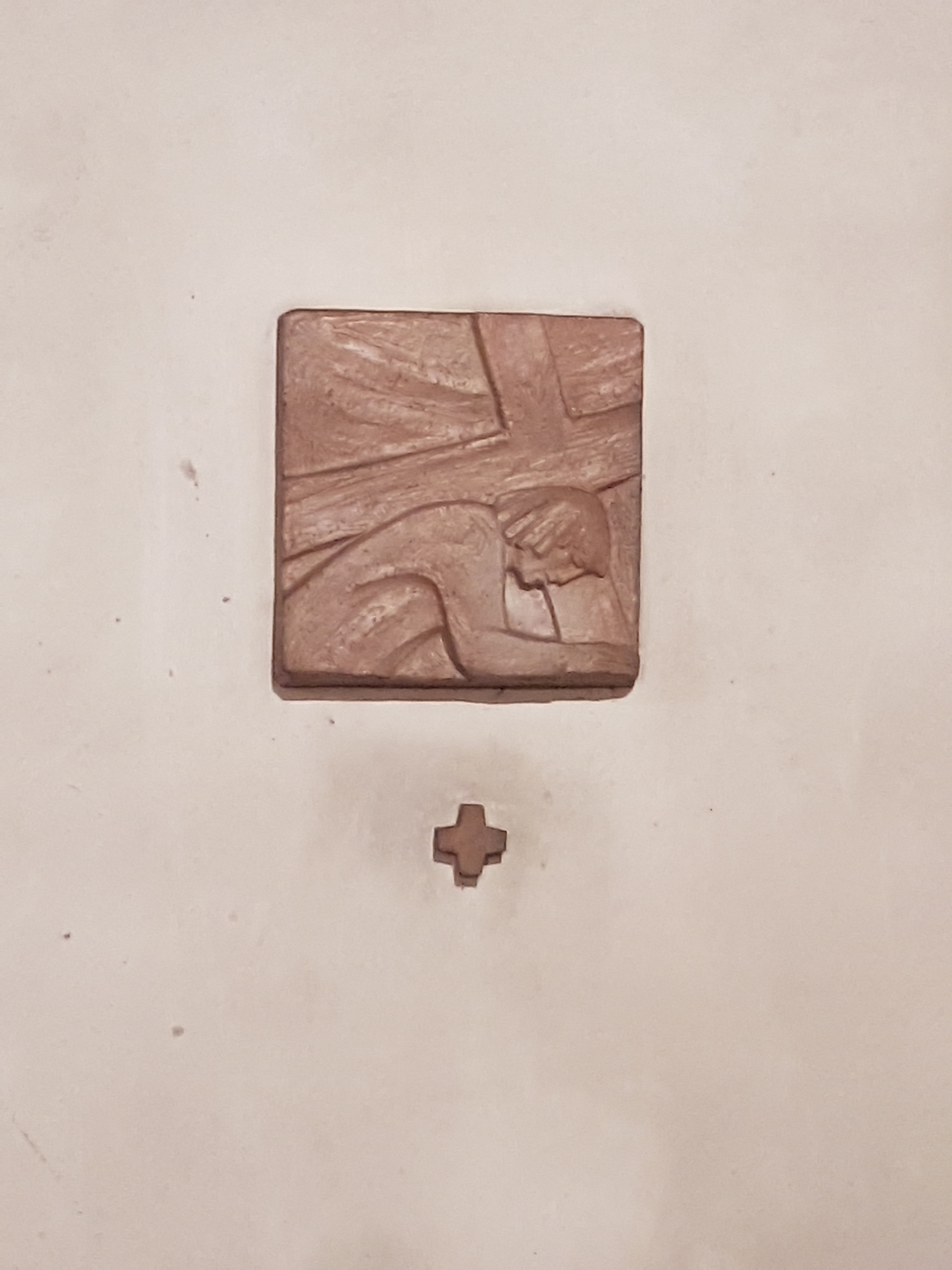
VII. Jesus fällt zum zweiten Mal unter dem Kreuze
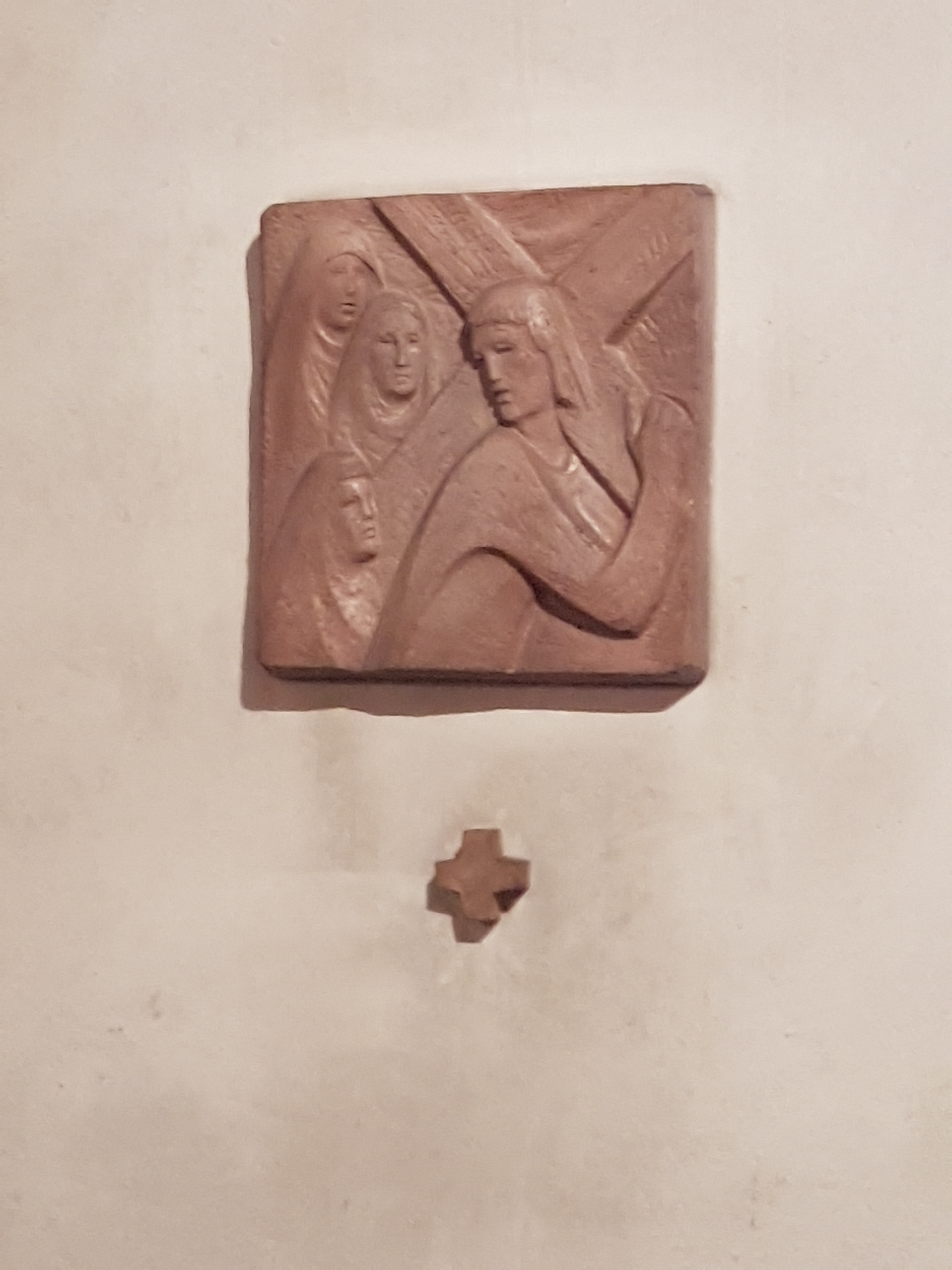
VIII. Jesus tröstet die weinenden Frauen von Jerusalem
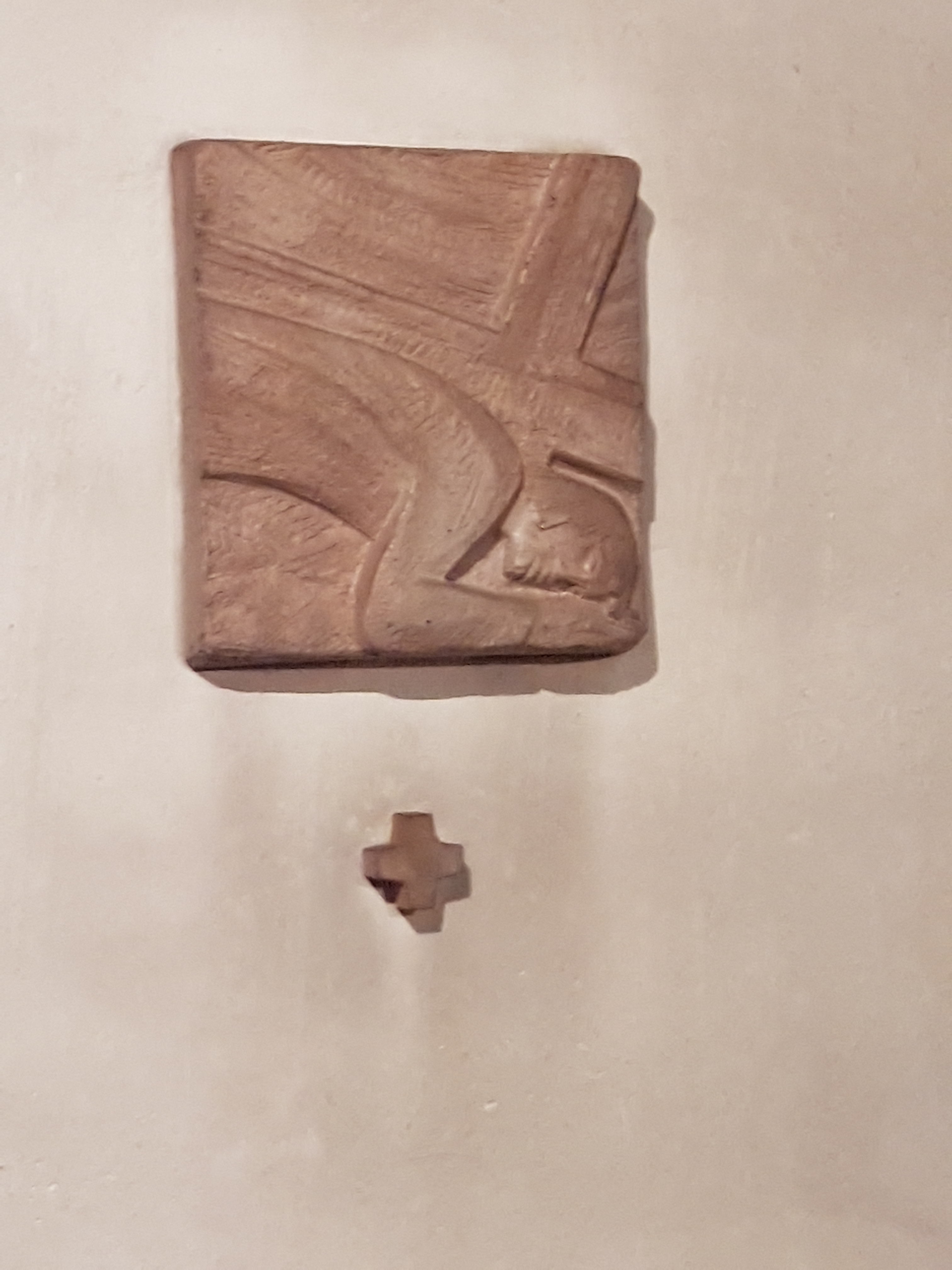
IX. Jesus fällt zum dritten Mal unter dem Kreuze
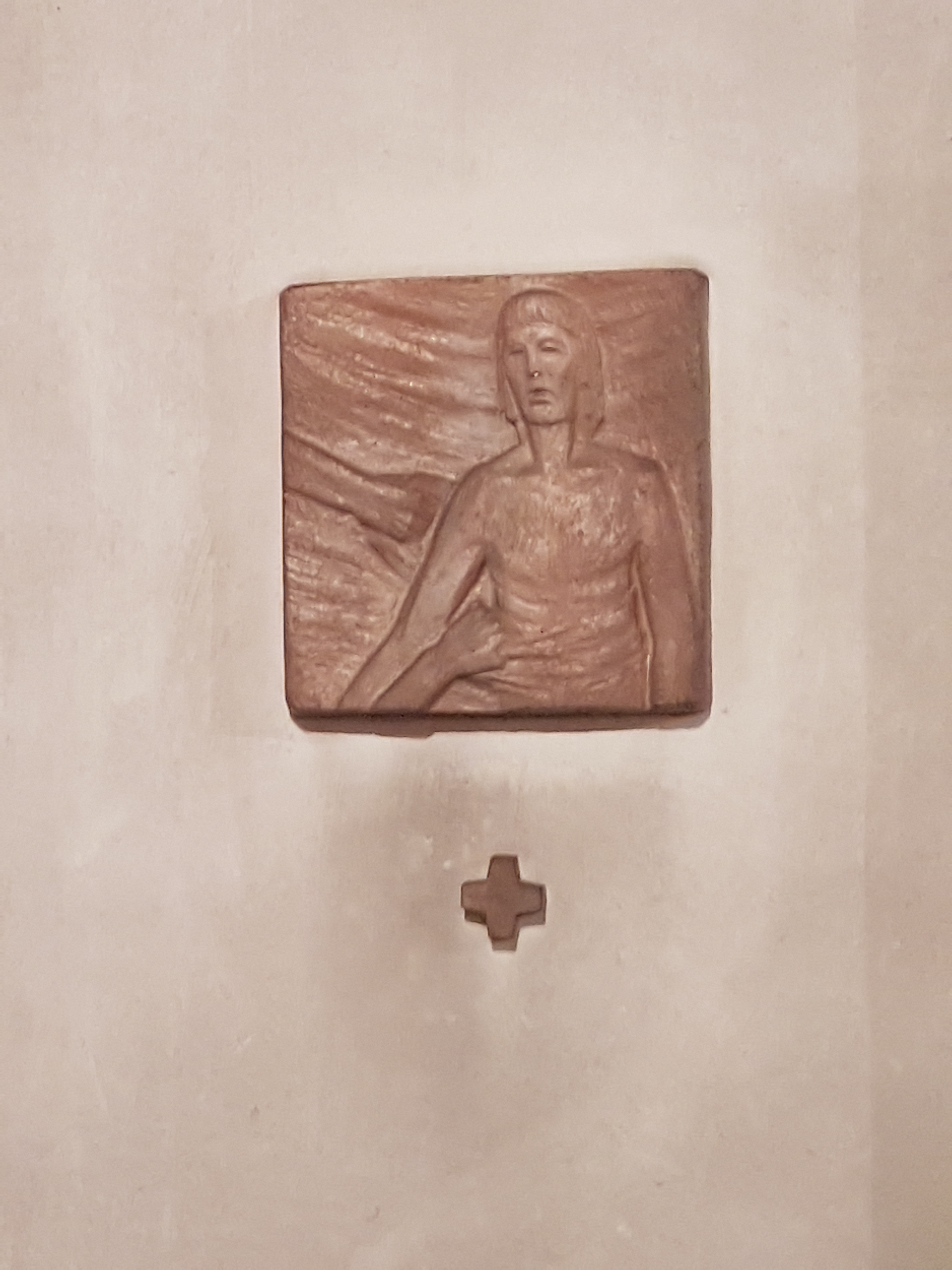
X. Jesus wird seiner Kleider beraubt
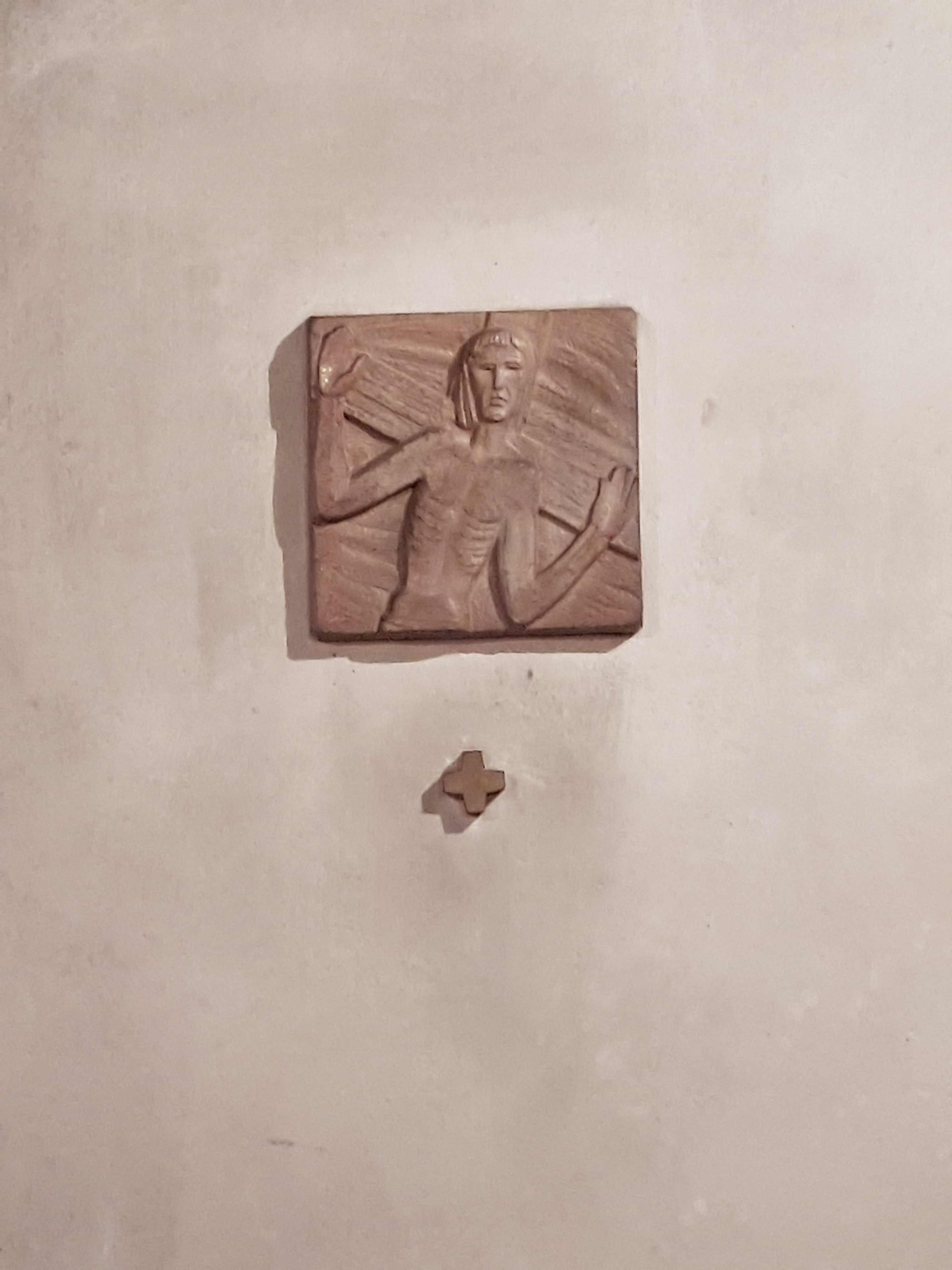
XI. Jesus wird an das Kreuz genagelt
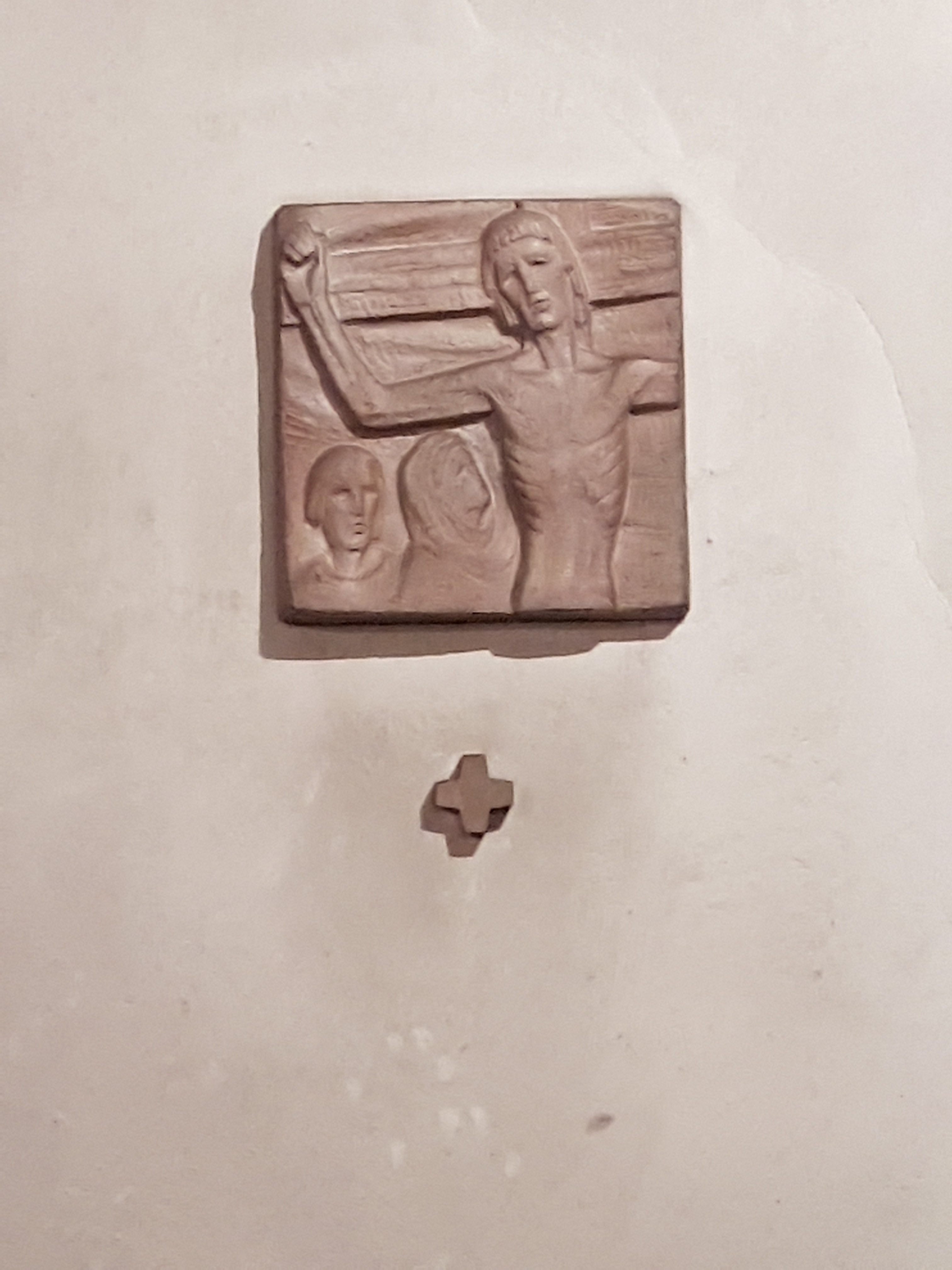
XII. Jesus stirbt am Kreuze
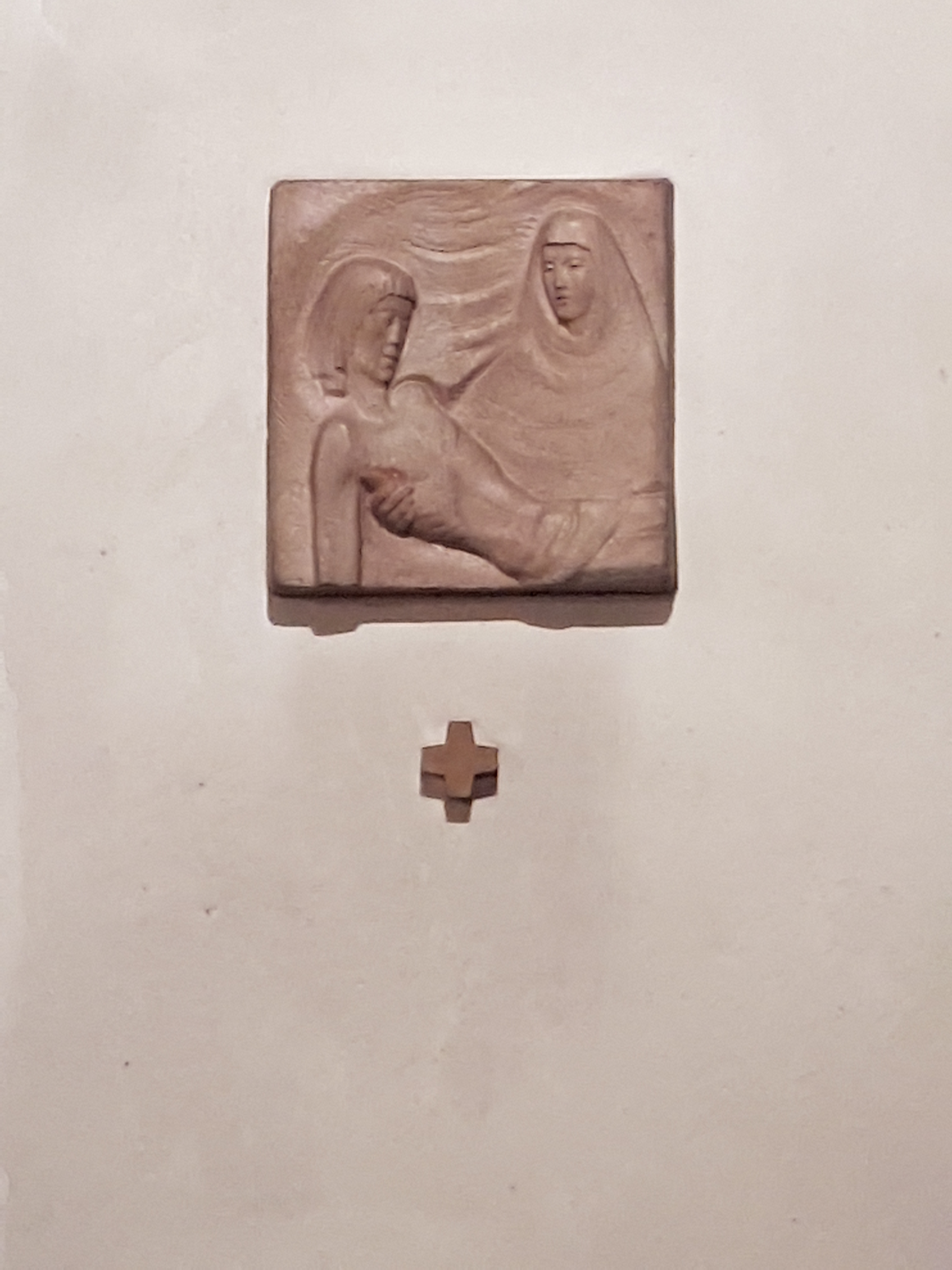
XIII. Der Leichnam Jesu wird vom Kreuze abgenommen
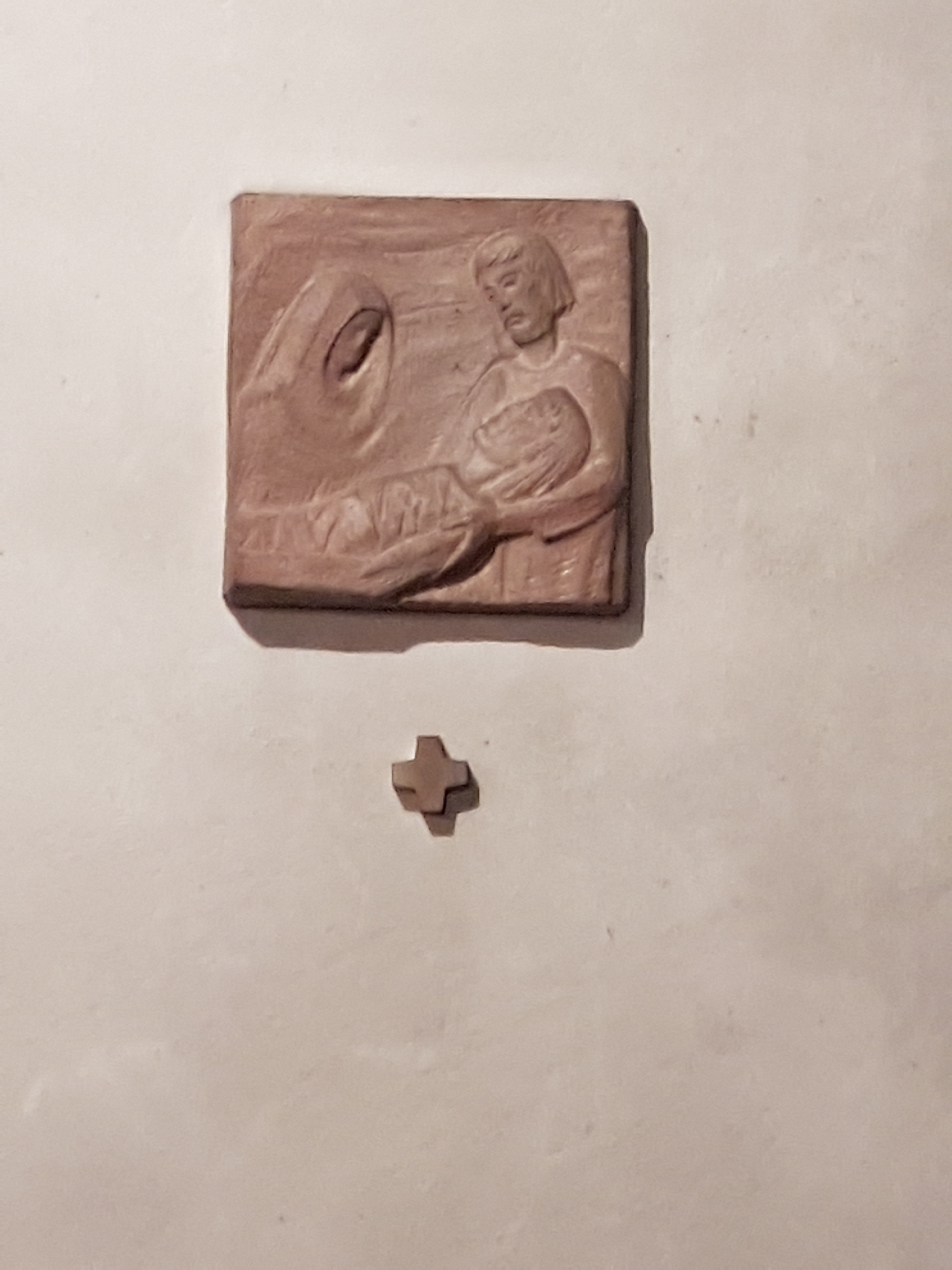
XIV. Jesus wird in das Grab gelegt
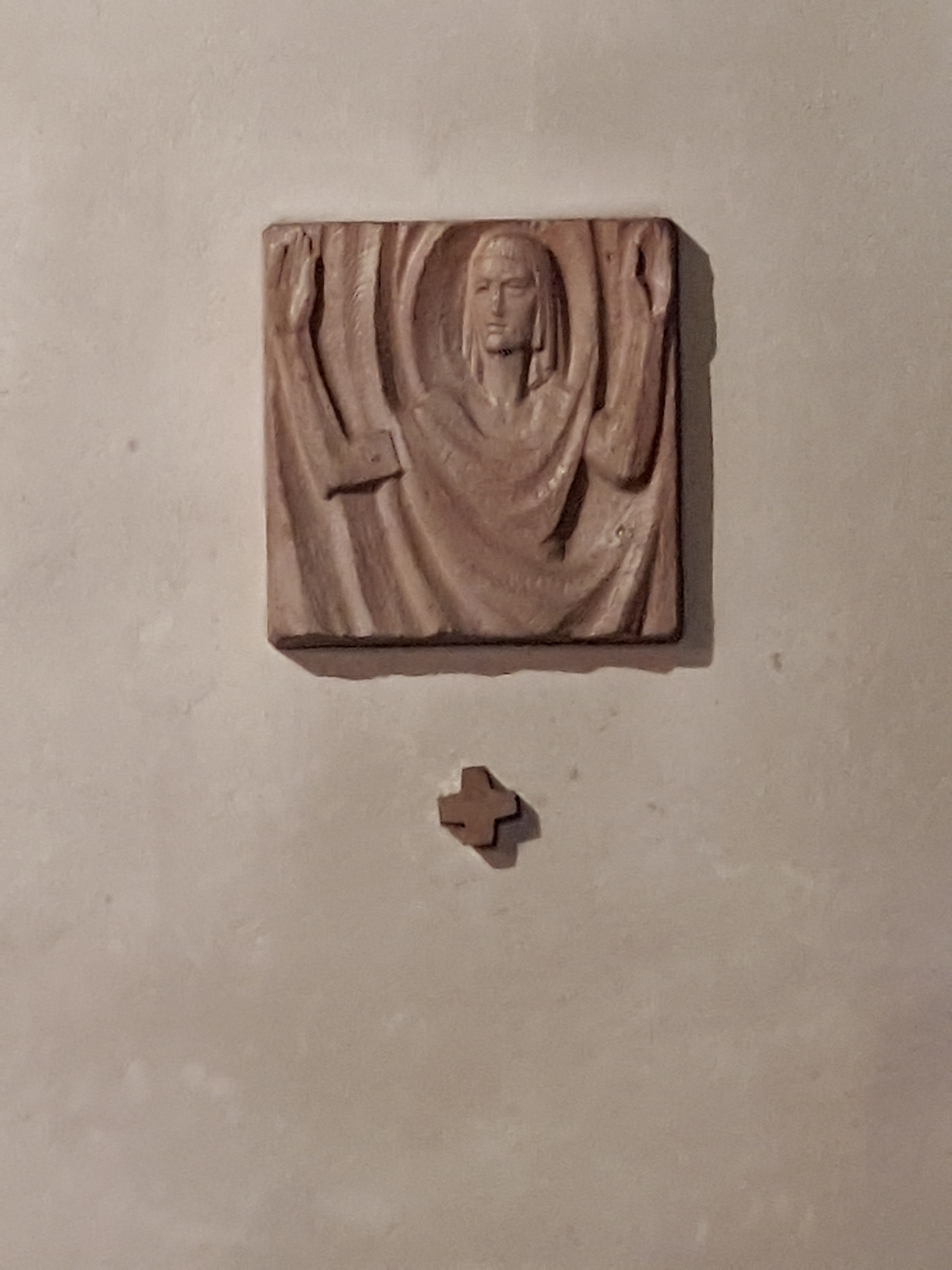
XV. Jesu Auferstehung

### Denkmalschutz

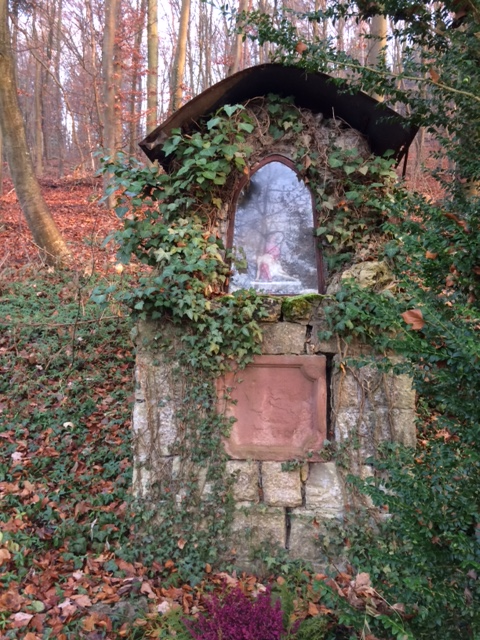
Pietà-Darstellung am Leidenweg

Die Kirche befindet sich am Leidenweg 1 und steht unter Denkmalschutz. Es handelt sich um einen barocken Saalbau mit eingezogenem polygonalen Chor und Dachreiter. Um die Kirche besteht eine hohe Futtermauer. Die Bauten sind mit den Jahren 1716 und 1731 bezeichnet.
In der Nähe der Kirche befinden sich weitere Kleindenkmale am Leidenweg, unter anderem eine Mariengrotte sowie Bildstöcke und ein mittelalterliches Sühnekreuz hinter der Kirche.